# Arachniodes formosa
Arachniodes formosa là một loài dương xỉ trong họ Dryopteridaceae. Loài này được Ching mô tả khoa học đầu tiên năm 1962.